# Microsoft Management Console
Die Microsoft Management Console (MMC) ist eine grafische Benutzeroberfläche zur Verwaltung von Computern unter Microsoft Windows. Die MMC selbst führt keine Verwaltungsaufgaben aus, sondern fasst Verwaltungsprogramme zusammen. Ein solches Programm für die MMC wird Snap-In genannt und trägt die Dateinamenserweiterung msc. 
Mit der MMC werden die meisten Werkzeuge ausgeführt, die der Benutzer unterhalb des Systemsteuerungseintrags „Verwaltung“ findet, darunter die Computerverwaltung mit dem Gerätemanager und der Datenträgerverwaltung sowie die Dienststeuerung. Die Hauptansicht der Management Console zeigt links einen Baum, in dem das gewünschte Snap-in ausgewählt wird. Rechts erscheinen dann die zugehörigen Optionen. 
Snap-Ins können direkt über das Startmenü, die Kommandozeile, PowerShell oder den Dialog „Ausführen“ gestartet werden, wodurch die MMC mit dem entsprechenden Modul ausgeführt wird. Teilweise sind diese jedoch nur in Verbindung mit einem Windows-Server funktionell beziehungsweise nur auf einem solchen verfügbar. Bei vielen Snap-Ins ist sowohl möglich, einen lokalen Computer, als auch einen entfernten Computer zu verwalten. 
Ferner ist es möglich, über die MMC selbst, beziehungsweise über deren SDK, oder die Win32-API, benutzerdefinierte Ansichten und Konsolen zu erstellen oder zu entwickeln.

## Geschichte
Die MMC wurde Ende 1997 mit dem Option Pack für Windows NT 4.0 eingeführt. Version 1.2 ist Bestandteil von Windows 2000. Sie ist auch unter Windows 9x nachrüstbar. Mit Windows XP folgte Version 2.0, mit Service Pack 3 und kurze Zeit später mit Windows Vista Version 3.0 der MMC. Alle neueren Versionen des Betriebssystems beinhalten ebenfalls diese Version der MMC.

## Beispiele für Snap-Ins in Microsoft Windows
- Active Directory – Benutzer und Computer (dsa.msc)
- Active Directory – Standorte und Dienste (dssite.msc)
- Computerverwaltung (compmgmt.msc)
- Datenträgerverwaltung (diskmgmt.msc)
- Dienste (services.msc)
- DNS-Manager (dnsmgmt.msc)
- Editor für lokale Gruppenrichtlinien (gpedit.msc)
- Ereignisanzeige (eventvwr.msc)
- Geräte-Manager (devmgmt.msc)
- Gruppenrichtlinienverwaltung (gpmc.msc, enthält gpedit.msc)
- Lokale Benutzer und Gruppen (lusrmgr.msc; unter Windows 2000 und allen späteren Professional- und Server-Versionen)
- Leistungsüberwachung (perfmon.msc; früher als Leistung, Systemmonitor oder Ressourcenmonitor bezeichnet)
- Windows Defender Firewall (wf.msc)
- Windows Server Update Services (wsus.msc)
- Zertifizierungsstelle (certserv.msc)